# Революция
Вижте пояснителната страница за други значения на Революция.
Революцията е исторически период на насилствена смяна на политическия режим, последван от преустройство на политическия, социалния и икономическия ред.
Тя е спонтанно или организирано вдигане на народните маси, най-често от ниските слоеве на населението, поради масово недоволство от управлението, често монархическо, с цел сваляне на властта и установяване на вид народно управление, например република. Известни революции са Френската революция през 1789 г. и Октомврийската революция в Русия през 1917 г. Друга революция е например Персийска конституционна революция между 1905 – 1911 г. в Иран. Такива всеобхватни „велики“ революции са редки и са свързани с осъществяването на голяма социална промяна, новости, трансформация на политическите институции и на икономическия живот.

## Развитие на термина
С къснолатинското revolutio („преобръщане, превъртане“) през 15 век първоначално се обозначава завъртането на небесните тела в астрономията. В De revolutionibus orbium coelestium Николай Коперник нарича постоянното закономерно и кръгово протичащо движение, т.е. такова със завръщане. Дори в Англия от XVII век понятието било използвано, този път в контекста на обществото, във връзка със Славната революция през 1688 г. в смисъл на „обратно претъркулван“ като възстановяване на старото легитимно състояние.
По-късно думата се употребява за „промяна, внезапен поврат, новост“. Днешното значение на „насилствен политически преврат“ се образува едва през 18 век под влиянието на Френската революция.
Антоним е „социокултурна еволюция“.
В развитието на термина „революция“ различните изследователи му приписват различни отличителни характеристики. Според едни автори революцията задължително включва насилие и дори терор при смяна на режима. Според други, за да бъде наречена „революция“, смяната на управлението трябва да бъде внезапна и неочаквана. При всички случаи революцията се извършва не с допустимите според дотогавашния порядък средства, т.е. тя е противозаконна. Често се прави разграничаване и между политическа революция (като форма на осъществяване на политическа промяна) и социална революция (като цялостна трансформация на обществото). Според марксизма например революциите са социални – те представляват сваляне от власт на правителства или режими от страна на недоволните обществени слоеве чрез употребата на сила или под заплаха от това. Революцията се разглежда често и като борба между различни идеологии и ценностни системи. Други определят революцията като специфична форма на борба за политически контрол.
Революцията може да изхожда и от малки по численост групи, обаче успехът и зависи от одобрението на населението. То може да се изрази в референдуми, плебисцити, решения на парламента, масови демонстрации, генерални стачки, употреба на сила, но и в преустановяване на политическата съпротива срещу революционерите.

## Социологически поглед
В социологията като „революция“ също се обозначава радикална и често, но невинаги насилствена социална промяна (преврат) на съществуващите политически и обществени отношения. Революцията се започва или от организирана, по възможност тайна групировка на новатори (срв. революционен авангард, елит) и се подкрепя от широките маси на населението, или отнапред е масово движение.
Когато относително тясно свързана социална мрежа или отделна организация извърши насилствен преврат без дълбоки (радикални) социални промени при относително ниска масовост, събитието се определя като държавен преврат или, особено при участие на военните, като „пуч“. След успешен държавен преврат понятието „революция“ често се използва за последващо идеологическо оправдание, при което на пуча се придава значението на революция.
Понятието „революция“ се използва и за назоваване на по-общи дълбоки промени в обществената структура дори когато те не протичат непременно с голяма бързина. Така например се говори за – продължилата общо хиляди години – Неолитна революция или за разпростиращата се между 1750 и 1850 г. в Англия Индустриална революция, която от своя страна е била предпоставка за различни политически революции в този период.

### По-стари анализи на социалните промени
В света на представите на традиционните прединдустриални общества, който се базирал на хармоничния ред, на съзвучие между обществото и природата с акта на божественото съзидание, силите на обществото, отделни групи и дори отделният човек били заплашени от corruptio (разваляне), когато един режим загуби своите позитивни черти, ако свободните граждани станат едностранно зависими от други и при това се загуби добродетелта (virtus), която обединява личното добруване с общото благо. В такава ситуация е необходимо възвръщане в началното състояние (Николо Макиавели: Ritorno ai prinicipi), безпорядъкът да бъде върнат обратно в ред.

### Социологически теоретици на революцията
- Вилфредо Парето („Революцията“ като особена форма на смяна на елитите),
- Макс Вебер (в Европа и Северна Америка капитализмът първоначално имал нужда от радикална неикономическа (религиозна) промяна в манталитета и по-точно в лицето на протестанството),
- Йожен Розенщок-Хюси (европейските революции като последица на революциите на съсловията, започващи с „папските революции“ на папата срещу средновековните императори и завършващи с „революцията на пролетариата“),
- Пиритим Сорокин (социологически типове),
- Крейн Бринтън (типове със социално-исторически опори),
- Ралф Дарендорф („Революцията“ като (1) радикална и (2) бърза социална промяна, обусловена от (1) интензивни, съответно (2) насилствени социални конфликти),
- Теда Скочпол (продължителни революции са преди всичко селските)

### Теоретично аргументиращи революционери
- Карл Маркс (всяко общество, което позволява форма на владение на средствата за производство, която подчинява човешкия труд, неизбежно завършва с революция или залез; трябва да се различават „революциите на производствените сили“ от предизвиканите от тях „революции на производствените отношения“).
- Фридрих Енгелс (работата и нейното завладяване от собствеността предизвиква първата революция след „пракомунизма“ (примитивния комунизъм), която заменя „дивото“ с „варварството“ и дава началото на историята; работата и собствеността ще бъдат оптимално разпределени чрез последната революция („Световна социалистическа революция“), с която ще стане възможен краят на историята – краят на „Империята на необходимостта“ и началото на „Империята на свободата“).
- Роза Люксембург (империализмът е последната защитна възможност на капитализма преди заключителната световна пролетарска революция – в съюза с пролетариата на колониалните сили).
- Ленин (с изграждането на кадрова партия от професионални революционери революцията на производствените отношения може да бъде изтеглена напред дори тогава, когато пролетариатът все още представлява малцинство (срв. също революционна ситуация).
- Антон Панекук (партиите и профсъюзите, вкл. ленинистките, са негодни форми за борбата на работническата класа за нейната еманципация, всичко зависи от самостоятелното организиране на работничките и работниците), както и (по азбучен ред)

Бакунин, Боливар, Гевара, Дантон, Дебор, Мао Дзъдун, Марат, Мацини, Хо Ши Мин, Нкрума, Робеспиер, Сен Жюст, Торес, Троцки, Шариати и други революционери от XVIII до XX век.

### Практици на революцията
Революциите се свързват с успешни политически, често и харизматични личности, чиято социологическа способност за съждения се разкрива повече имплицитно, чието социално въздействие обаче е било съзнателно и нарочно революционно, като например още в Древността Ехнатон, Солон или Цезар, в Средновековието Харолд Красивата коса, Ото Велики или Казимир Велики и в Новото време Помбал, Кромуел или Ататюрк.

## Политологически поглед
Съвременната (2007) политологическа теория за революциите назовава пет главни фактора за възникването на революции, като особеният случай на развиващите се страни не е взет предвид:
1. Внезапна рецесия след време на икономически разцвет, покачващо се благосъстояние и повишаващи се очаквания за бъдещето;
2. обществено мнение, което поставя под въпрос съществуващите институции;
3. солидаризиране на различни групи на обществото, които имат различни мотиви да не са доволни със статуквото и които се съюзяват временно за преврат; отделна група, слой или класа не би могла да проведе революция;
4. идеология;
5. слабост, разединеност или неефективност на страната на противника, на държавата.[4]

## Социални революции в широк смисъл

### Политически революции
Множество (успешни или провалили се) политически революции има още преди да се утвърди този термин, напр. Селската война в Свещената римска империя 1524 – 1526 г.
- Първият обозначаван като „революция“ преврат е т.нар. Емденска революция от 1595 г. в Източна Фризия
- Славна революция 1688 г. в Англия
- Американска война за независимост 1775 – 1783 г. (Декларация за независимост на САЩ 1776 г.)
- Френска революция 1789 г.
- Брабантска революция 1789 г.
- Лиежка революция 1789 – 1791 г.
- Хаитянска революция 1791 г.
- Испанска революция (1820) г.
- Либерална революция в Португалия 1821/1822 г.
- Гръцка революция (1821 – 1829)
- Юлска революция (Франция, 1830 г.)
- Белгийска революция 1830 г.
- Ноемврийско въстания в Полша през 1830 и следващите години („Полска Insurrektionskrieg“)
- Тексаска революция 1835 – 1836 г.
- Революции от 1848 - 1849 г.
- Парижка комуна 1871 г.
- Младотурска революция в Османската империя 1876 – 1923 г.
- Филипинска революция 1896 – 1898
- Персийска конституционна революция в Иран 1905 – 1911 г.
- Руска революция (1905-1907)
- Мексиканска революция 1910 и сл. г.
- Китайска революция (Синхайска) 1911/1912
- Руска революция (1917) (Февруарска революция (1917) и Октомврийска революция)
- Ноемврийска революция в Германия 1918/1919 г., включително съветските републики в Бавария (Мюнхенска съветска република) и Бремен (Бременска съветска република)
- Революция на астрите 1918 г. в Унгария
- либерална революция на анархистите в Испания 1936 – 1939 г.
- Августовска революция във Виетнам 1945
- Кубинска революция 1956 – 1959
- Унгарско народно въстание 1956
- Културна революция в НР Китай 1966 – 1976
- Революция на карамфилите в Португалия 1974
- Революция в Лаос 1975 г. (вж. също Патет Лао)
- Никарагуанска революция 1979 г.
- Ислямска революция в Иран 1979 г.
- Румънска революция 1989
- Нежна революция 1989 г. в Чехословакия
- Мирна революция в ГДР 1989/1990
- Пееща революция в Прибалтийските републики 1987 – 1991
- Боливарианска революция във Венецуала от 1999 г.
- Революция на розите в Грузия 2003 г.
- Оранжева революция в Украйна през 2004
- Революция на лалетата в Киргистан 2005 г.
- Кедрова революция в Ливан 2005 г.

### Духовни революции
- „Коперникова революция“ (Замяна на геоцентричната представа за света с хелиоцентрична в началото на Новото време, макар че самият хелиоцентризъм възниква още в Античността при Аристарх Самоски)
- Дарвиновата революция, при която човекът губи своето особено положение в природата (вж. също Дарвинизъм)
- Сексуалната революция, често равнопоставяна на откриването на несъзнатото при Зигмунд Фройд
- Студентско движение през 1968 г. в Германия, Май 68 във Франция, САЩ и други западни държави

Подложеното на инфлация понятие за революция в областта на общественото мнение означава често само спокойна промяна (напр. модни революции).

### Технически революции (марксистки: „Революции на производствените сили“)
- Неолитна революция (преход от лов и събиране към земеделие и животновъдство около 15 000 г. пр.н.е. – преходът към Новокаменна епоха)
- Аграрна революция (британска)
- Индустриална революция през 18/19 век (вж. също индустриализация)
- Втора индустриална революция през втората половина на XIX и началото на XX век
- Зелена революция и Синя революция в Третия свят
- Електронна, съотв. Цифрова революция от около 1980 г.

## Мисли за революцията
- Революцията изяжда децата си
- Bellum omnium contra omnes
- Размисли за революцията във Франция